# یلوه سیاه‌فام
یلوه سیاه‌فام (نام علمی: Pardirallus nigricans) گونه‌ای از پرندگان از خانواده یلوگان از آمریکای جنوبی است. این گونه ارتباط نزدیکی با یلوه سربی دارد و به عنوان همان گونه در نظر گرفته شده است یا با آن گونه در سردۀ Ortygonax قرار گرفته است. همچنین در سردۀ Rallus قرار گرفته است. 